# Український інститут науково-технічної експертизи та інформації
Украї́нський інститу́т науко́во-техні́чної експерти́зи та інформа́ції — державна наукова установа у сфері управління Міністерства освіти і науки України.
Утворений  25 листопада 2015 шляхом злиття Державного інституту науково-технічної та інноваційної експертизи та Українського інституту науково-технічної і економічної інформації (УкрІНТЕІ). Є правонаступником цих інститутів, що реорганізувалися шляхом злиття.

Будинок «Літаюча тарілка» (1978 р.) за проєктом київського архітектора Флоріана Юр'єва.

## Історія
Інститут було засновано у 1958 році. В 1960-ті він отримав назву «Український науково-дослідний інститут науково-технічної інформації та техніко-економічних досліджень Держплану УРСР» (УкрНДІНТІ). Інститут мав подвійне підпорядкування — Академії наук УРСР та Держпланові УРСР, одночасно формально він був також філіалом однойменного московського всесоюзного інституту, котрий своєю чергою теж мав подвійне підпорядкування — Академії наук СРСР та Державному Комітету СРСР з науки і техніки (до 1978 — «Комітету при Раді Міністрів СРСР по науці і техниці»).
Важливою складовою була Державна республіканська науково-технічна бібліотека, нині — Державна науково-технічна бібліотека України.
«Державний інститут науково-технічної та інноваційної експертизи» було утворено відповідно до Розпорядження Кабінету Міністрів України від 24 жовтня 2011 року №1042-р на базі державного підприємства "Український державний центр науково-технічної та інноваційної експертизи" (УДЦНТІЕ). Інститут був державною науковою установою та знаходився у підпорядкуванні Міністерства освіти і науки України.

## Завдання
Інститут — головна організація державної системи НТІ Міністерства освіти і науки України.
Виконує делеговані МОН повноваження по управлінню системою НТІ, а саме:
- підготовку і узгодження проєктів положень, інструкцій, рекомендацій, статутів, контрактів, планів, програм фінансування та інших організаційно-методичних, науково-методичних та розпорядчих документів, що стосуються загальносистемних питань;
- аналіз науково-інформаційної та фінансово-господарської діяльності системи НТІ;
- підготовку пропозицій щодо розвитку та бюджетного фінансування системи НТІ;
- організацію роботи Ради директорів системи НТІ;
- представлення державної системи НТІ в органах державної влади і управління.
- проводить незалежну наукову та науково-технічну експертизу:
  - наукових, науково-технічних пропозицій, проєктів і програм;
  - науково-дослідних та дослідно-конструкторських робіт;
  - інноваційних та інвестиційних проєктів;
  - проєктів та програм інформатизації;
  - інших об'єктів експертизи на запит замовника.

УкрІНТЕІ є співзасновником і активним членом Всеукраїнської асоціації інформаційних служб (ВАІС).
Основною метою діяльності УкрІНТЕІ є інформаційне, аналітичне, консультаційне та організаційне забезпечення наукової, виробничої, економічної діяльності та ведення баз даних.
В УкрІНТЕІ функціонує власний Інтернет-вузол на базі потужного вебсерверу, що дозволяє максимально швидко отримувати нову інформацію в галузі науки, техніки та економіки, а також одночасно оперативно надавати на вітчизняний та зарубіжний ринки відомості щодо новітніх технологій, бізнес-проєктів тощо.

## Наукова діяльність
Основним напрямом наукової діяльності УкрІНТЕІ є «Науково-методичні та технологічні основи функціонування корпоративної системи НТІ для інформаційно-аналітичного забезпечення процесів науково-технологічного та інноваційного розвитку України». Дослідження проводяться за такими розділами:
- Розробка науково-методичних основ генерування та формування розподіленої системи електронних інформаційних ресурсів корпоративної системи НТІ
- Розробка організаційно-методичних засад інформаційно-аналітичного забезпечення в системі НТІ
- Розробка механізмів підтримки та перехід на нову технологію Інтранет/Інтернет-доступу до ЕІР з НТД
- Розширення предметної області інформації, що відображає науково-технологічний та інноваційний розвиток в державі, диверсифікація типів ЕІР
- Реінженирінг та перепроєктування корпоративної системи БД НТІ з урахуванням Інтернет-доступу та централізації системи
- Дослідження механізмів та вибір шляхів підвищення якості ЕІР з НТД
- Розробка механізмів та економічних показників для взаєморозрахунків між суб´єктами корпоративної мережі ЦНТЕІ за спільні ЕІР
- Дослідження механізмів та організація зовнішнього доступу та обміну БД
- Організація функціонування інформаційно-аналітичного забезпечення науково-технологічного та інноваційного розвитку в державній системі НТЕІ

## Структурні підрозділи
- Прогнозно-аналітичне інформаційне відділення
- Відділення створення та аналізу електронних інформаційних ресурсів
- Відділення інформаційних технологій
- Відділення науково-інформаційної та міжнародної діяльності
- Відділення досліджень, аналізу та організації виставкової діяльності
- Видавничо-поліграфічне відділення
- Відділ стандартизації
- Відділ науково-методичного забезпечення підвищення кваліфікації та заходів в сфері науково-технічної інформації

## Організаційно-інформаційна діяльність
У системі науково-технічної інформації Міністерства освіти і науки України (системі НТІ) функціонують:
- Український інститут науково-технічної експертизи та інформації,
- Державна науково-технічна бібліотека України (ДНТБ)[2]
- регіональні центри науково-технічної і економічної інформації (ЦНТЕІ):
  - Волинський державний науково-інформаційний центр (Волинський НІЦ),
  - Дніпропетровський державний центр науково-технічної і економічної інформації (Дніпропетровський ЦНТЕІ)[3],
  - Житомирський державний центр науково-технічної і економічної інформації (Житомирський ЦНТЕІ)
  - Запорізький державний центр науково-технічної і економічної інформації (Запорізький ЦНТЕІ)[4],
  - Івано-Франківський державний центр науково-технічної і економічної інформації (Івано-Франківський ЦНТЕІ)[5],
  - Київський державний центр науково-технічної і економічної інформації (КиївЦНТЕІ)[6],
  - Львівський державний центр науково-технічної і економічної інформації (Львівський ЦНТЕІ)[7],
  - Полтавський державний центр науково-технічної і економічної інформації (Полтавський ЦНТЕІ)[8],
  - Рівненський державний центр науково-технічної і економічної інформації (Рівненський ЦНТЕІ)[9],
  - Сумський державний центр науково-технічної і економічної інформації (Сумський ЦНТЕІ)[10],
  - Хмельницький державний центр науково-технічної і економічної інформації (Хмельницький ЦНТЕІ)[11],
  - Черкаський державний центр науково-технічної і економічної інформації (Черкаський ЦНТЕІ)[12],
  - Чернігівський державний центр науково-технічної і економічної інформації (Чернігівський ЦНТЕІ),
  - Вінницький ЦНТЕІ Вінницького торговельно-економічного інституту (ВТЕІ) Київського національного торговельно-економічного університету[13],
  - ЗАТ «Харківський ЦНТЕІ»[14],
  - Донецький національний університет[15],
  - Луганський ЦНТЕІ Луганського національного педагогічного університету ім. Т.Шевченка[16],
  - Одеський інноваційно-інформаційний центр «ІНВАЦ»[17],
  - сектор НТІ Центральноукраїнського національного технічного університету,
  - відділ інтелектуальної власності Херсонського національного технічного університету[18].

## Міжнародне науково-технічне співробітництво
Міжнародне науково-технічне співробітництво УкрІНТЕІ в сфері НТІ здійснюється з декількома провідними організаціями світу:
- Міжнародним центром наукової й технічної інформації (МЦНТІ)[19]
- Міжнародною довідковою-інформаційною системою ІНФОТЕРРА з питань охорони навколишнього середовища Програми ООН ЮНЕП[20].
- Міжнародною системою інформації в області сільськогосподарських наук і технологій — AGRIS[21].
- Міжнародною системою інформації про незавершені наукові дослідження в області сільського господарства й продовольства — CARIS[22].
- Міждержавною координаційною радою за науково-технічною інформацією (МКРНТІ)[23]

## Керівники
- Огородник Сава Якович, директор УкрНДІНТІ в 1971-1983 рр., заслужений економіст України